# Kochany bajzel
Kochany bajzel (ang. Bless This Mess) – amerykański serial telewizyjny (komedia) wyprodukowany przez Elizabeth Meriwether Pictures, Lake Bell Prod., ABC Studios oraz 20th Century Fox Television, którego twórcami są  Lake Bell i Elizabeth Meriwether. Serial był emitowany od 16 kwietnia 2019 roku do 5 maja 2020 roku na ABC, natomiast w Polsce od 3 czerwca 2020 roku do 8 lipca 2020 roku przez Fox Comedy.

22 maja 2020 roku stacja ABC ogłosiła zakończenie produkcji serialu po dwóch sezonach.
Fabuła serialu opowiada o małżeństwie Levine-Young, którzy przeprowadzają się z Nowego Jorku do Nebraski. Życie na farmie nie jest takie proste jakby się im wydawało.

## Obsada

### Główna
- Dax Shepard jako Mike Levine-Young[4]
- Lake Bell jako Rio Levine-Young[5]
- JT Neal jako Jacob Bowman[6]
- Pam Grier jako Constance Terry[6]
- Ed Begley Jr. jako Rudy[7]

### Drugoplanowe
- David Koechner jako Beau Bowman
- Lennon Parham jako Kay Bowman

## Odcinki
| Sezon | Odcinki | Oryginalna emisja w ABC | Oryginalna emisja w ABC | Oryginalna emisja w Fox Comedy | Oryginalna emisja w Fox Comedy | Oryginalna emisja w Fox Comedy |
| Sezon | Odcinki | Premiera sezonu         | Finał sezonu            | Premiera sezonu                | Finał sezonu                   |                                |
| ----- | ------- | ----------------------- | ----------------------- | ------------------------------ | ------------------------------ | ------------------------------ |
| 1     | 6       | 16 kwietnia 2019        | 21 maja 2019            | 3 czerwca 2020                 | 10 czerwca 2020                |                                |
| 2     | 20      | 24 września 2019        | 5 maja 2020             | 11 czerwca 2020                | 8 lipca 2020                   |                                |

### Sezon 1 (2019)
| Nr | # | Tytuł                                                                           | Reżyseria      | Scenariusz                      | Premiera w ABC   | Premiera w Fox Comedy |
| -- | - | ------------------------------------------------------------------------------- | -------------- | ------------------------------- | ---------------- | --------------------- |
| 1  | 1 | Pilot                                                                           | Lake Bell      | Lake Bell, Elizabeth Meriwether | 16 kwietnia 2019 | 3 czerwca 2020        |
| 2  | 2 | Koza i kurczak The Chicken and the Goat                                         | Kevin Bray     | Justin Nowell                   | 23 kwietnia 2019 | 4 czerwca 2020        |
| 3  | 3 | Powrót do przeszłości The Return of Short Shorts (FKA A Little Time to Process) | Robert Cohen   | Alyssa Lane, Alex Sherman       | 30 kwietnia 2019 | 5 czerwca 2020        |
| 4  | 4 | Drapieżniki Predators                                                           | Anya Adams     | Craig Rowin                     | 7 maja 2019      | 8 czerwca 2020        |
| 5  | 5 | W gorącej wodzie kąpany In Hot Water                                            | Molly McGlynn  | Chelsea Devantez                | 14 maja 2019     | 9 czerwca 2020        |
| 6  | 6 | Metoda estońska The Estonian Method                                             | Josh Greenbaum | Dominic Dierkes                 | 21 maja 2019     | 10 czerwca 2020       |

### Sezon 2 (2019-2020)
| Nr | #  | Tytuł                                                     | Reżyseria           | Scenariusz                 | Premiera w ABC       | Premiera w Fox Comedy |
| -- | -- | --------------------------------------------------------- | ------------------- | -------------------------- | -------------------- | --------------------- |
| 7  | 1  | 459                                                       | Lake Bell           | Dominic Dierkes            | 24 września 2019     | 11 czerwca 2020       |
| 8  | 2  | Druga faza Phase Two                                      | Ken Whittingham     | Rob Rosell                 | 1 października 2019  | 12 czerwca 2020       |
| 9  | 3  | Omaha                                                     | Claire Scanlon      | Chelsea Devantez           | 8 października 2019  | 15 czerwca 2020       |
| 10 | 4  | W bliskich stosunkach Bang For Your Buck                  | Molly McGlynn       | Alyssa Lane, Alex Sherman  | 15 października 2019 | 16 czerwca 2020       |
| 11 | 5  | Noc strachu Scare Night                                   | Dean Holland        | Justin Nowell              | 29 października 2019 | 17 czerwca 2020       |
| 12 | 6  | Wizyta The Visit                                          | Ken Whittingham     | Craig Rowin                | 12 listopada 2019    | 18 czerwca 2020       |
| 13 | 7  | Sześć na sześć Six Out of Six                             | Molly McGlynn       | Nathan Chetty              | 19 listopada 2019    | 19 czerwca 2020       |
| 14 | 8  | Panny Grisham The Grisham Gals                            | Ken Whittingham     | Ashley Nicole Black        | 26 listopada 2019    | 22 czerwca 2020       |
| 15 | 9  | Świąteczny czas Goose Glazing Time                        | Molly McGlynn       | Chelsea Devantez           | 10 grudnia 2019      | 23 czerwca 2020       |
| 16 | 10 | Ziarno zła Bad Seed                                       | Lennon Parham       | Morgan Lehmann             | 21 stycznia 2020     | 24 czerwca 2020       |
| 17 | 11 | Zabunkrowani The Letter of the Law                        | Molly McGlynn       | Justin Nowell              | 28 stycznia 2020     | 25 czerwca 2020       |
| 18 | 12 | Zabunkrowani Bunker Down                                  | Dean Holland        | Sarah Mickelson            | 11 lutego 2020       | 26 czerwca 2020       |
| 19 | 13 | Spokój Calm Down                                          | Molly McGlynn       | Alyssa Lane & Alex Sherman | 18 lutego 2020       | 29 czerwca 2020       |
| 20 | 14 | Muzyka i mięso Völsung and the Beef Boy                   | Ken Whittingham     | Craig Rowin                | 25 lutego 2020       | 30 czerwca 2020       |
| 21 | 15 | Pastor Paul                                               | Anya Adams          | Rob Rosell                 | 17 marca 2020        | 1 lipca 2020          |
| 22 | 16 | Słomiany zapał Knuckles                                   | Molly McGlynn       | Nathan Chetty              | 24 marca 2020        | 2 lipca 2020          |
| 23 | 17 | Po balu After-Prom                                        | Erin O'Malley       | Morgan Lehmann             | 7 kwietnia 2020      | 3 lipca 2020          |
| 24 | 18 | Stół The Table                                            | Bill Purple Dominic | Dierkes                    | 14 kwietnia 2020     | 6 lipca 2020          |
| 25 | 19 | Sezon na tornada: część pierwsza Tornado Season: Part One | Lennon Parham       | Rob Ulin & Camille Patrao  | 28 kwietnia 2020     | 7 lipca 2020          |
| 26 | 20 | Sezon na tornada: część druga Tornado Season: Part Two    | Molly McGlynn       | Barbie Adler               | 5 maja 2020          | 8 lipca 2020          |

## Produkcja
Na początku lutego 2018 roku, stacja FOX zamówiła pilotowy odcinek komedii, w którym jedną z głównych rol zagra Lake Bell.
W kolejnym miesiącu ogłoszono, że Ed Begley Jr. i Dax Shepard dołączyli do obsady.
W czerwcu 2018 roku poinformowano, że JT Neal oraz Pam Grier  zagrają w serialu.
11 grudnia 2018 roku stacja ABC ogłosiła zamówienie pierwszego sezonu, którego pilotowy odcinek serialu zamówiła stacja FOX.
11 maja 2019 roku, stacja ABC  przedłużyła serial o drugi sezon.
W dniu 21 maja 2020 roku, stacja ABC poinformowała o skasowaniu serialu.